# Keng
Keng is een dorp in het district Southern in Botswana. De plaats telt 992 inwoners (2011).